# Portsmouth Harbor

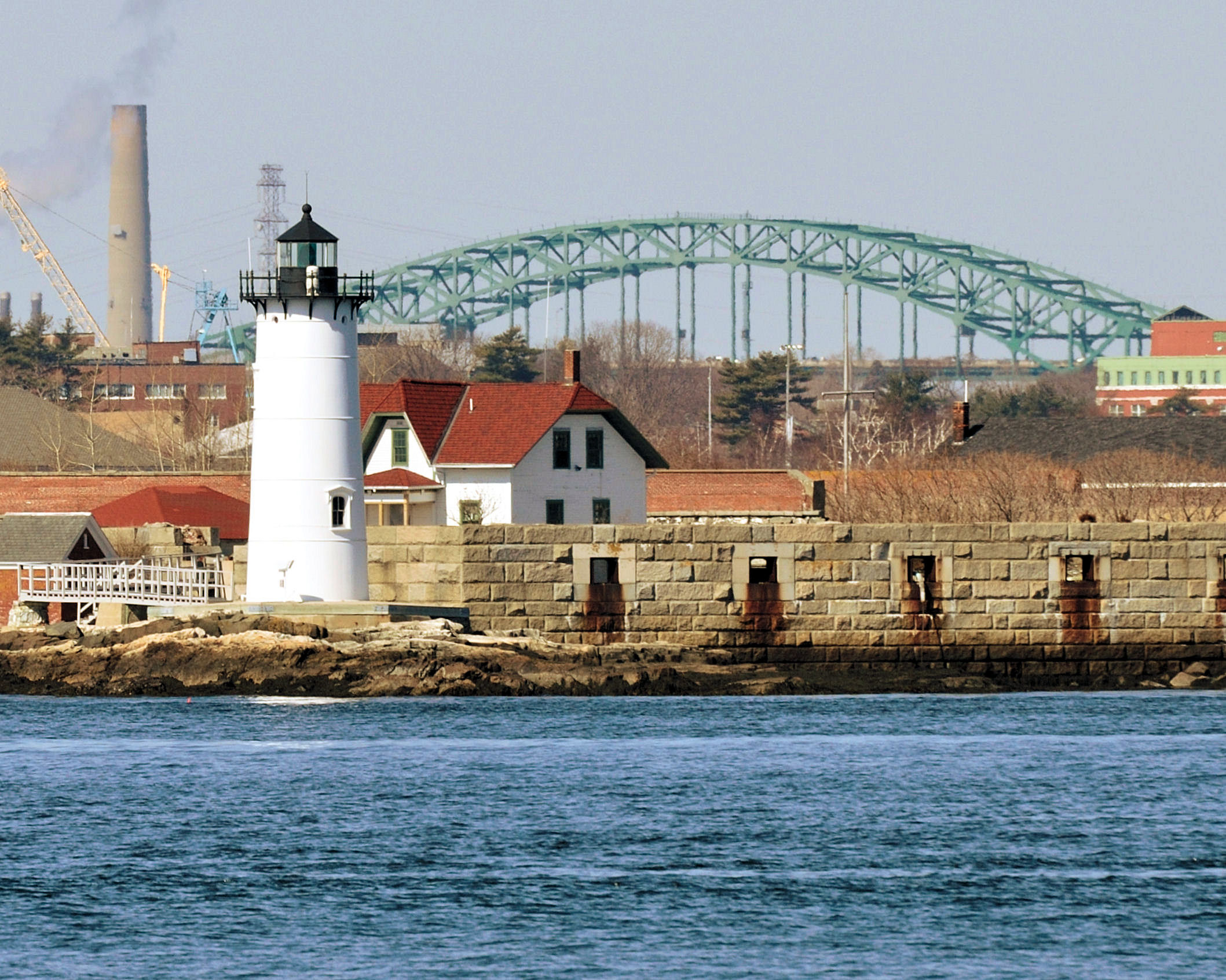
Portsmouth Harbor mit Leuchtturm

Portsmouth Harbour ist eine Meeresbucht an der Mündung des Piscataqua River, der hier die Grenze der Bundesstaaten New Hampshire (Rockingham County) und Maine (York County) bildet.
Die Einfahrt in die Bucht wird durch die Leuchttürme Whaleback, White Island (New Hampshire) und Fort Constitution überwacht.
Bedeutsamste Ortschaft am Portsmouth Harbour ist die Stadt Portsmouth (New Hampshire).
Koordinaten: 43° 4′ 33″ N, 70° 42′ 7″ W